# بيرسيفال كينغ
بيرسيفال كينغ (بالإنجليزية: Percival King)‏ (9 ديسمبر 1835 في المملكة المتحدة - 29 أكتوبر 1910) هو لاعب كريكت بريطاني (وحمل سابقاً جنسية المملكة المتحدة لبريطانيا العظمى وأيرلندا).

## وصلات خارجية
- بيرسيفال كينغ على موقع إي آس بي آن كريك إنفو (الإنجليزية)